# Dangelsdorf (Wüstung)

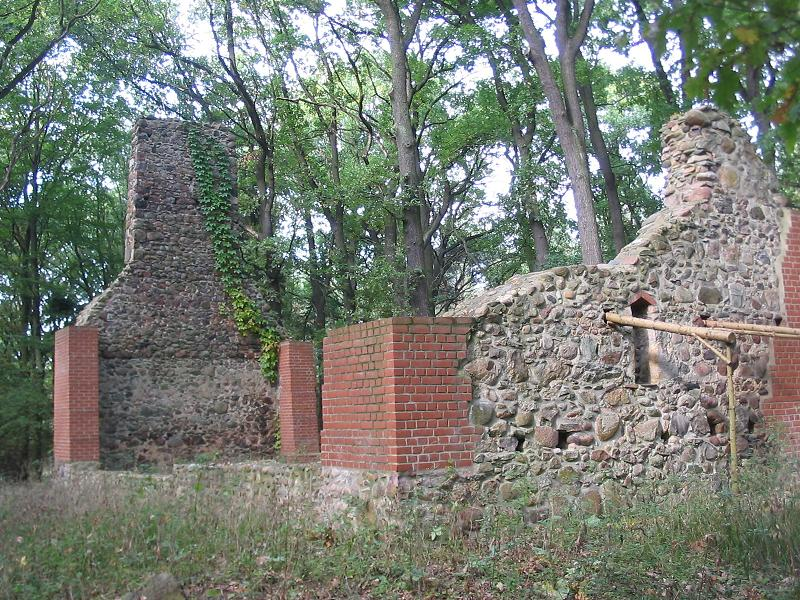
Kirchenruine, 14. Jahrhundert

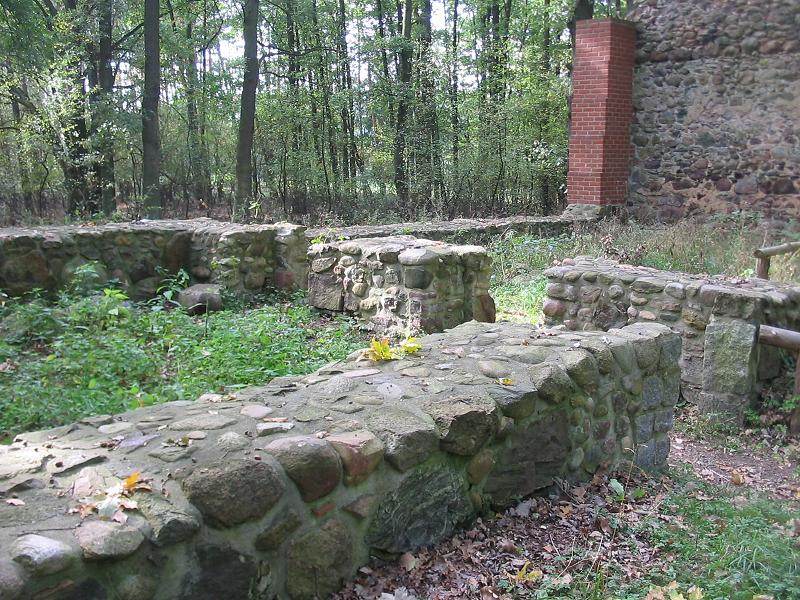
Gesamtstruktur, Fundament

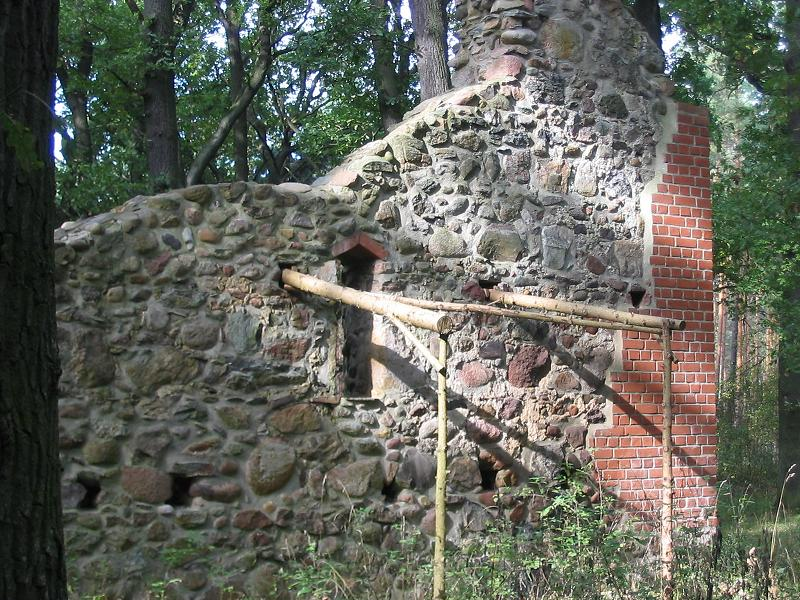
Ostwand mit ursprünglicher Fensteröffnung

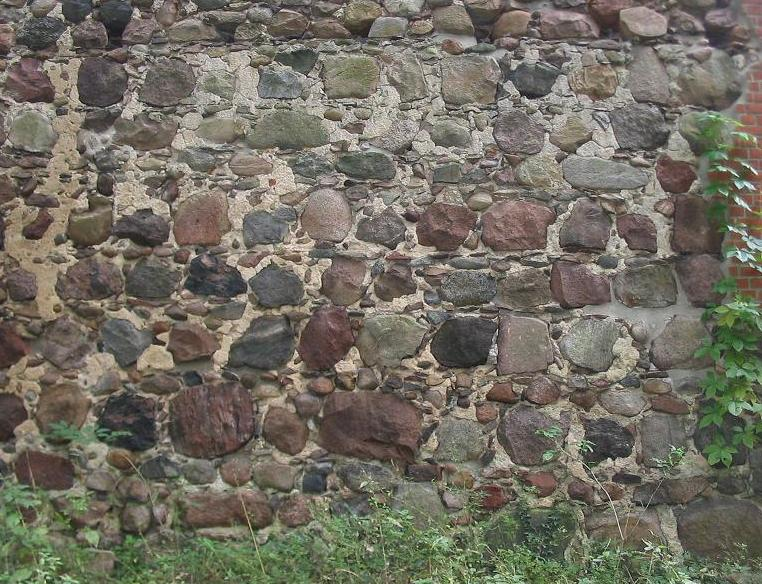
Mauerwerk (Findlinge)

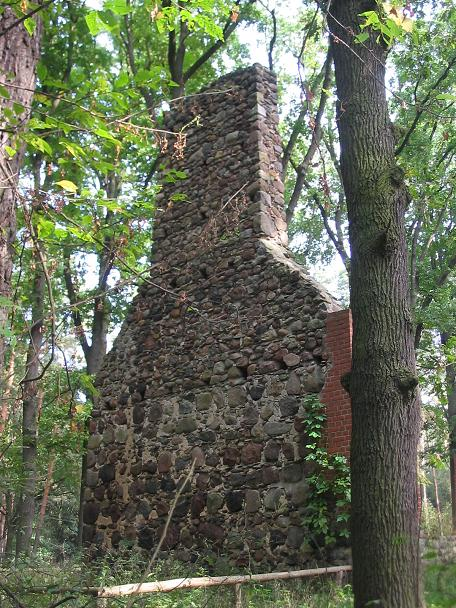
Westwand (Giebelwand)

Die Wüstung Dangelsdorf ist bekannt durch die Ruine einer mittelalterlichen Feldsteinkirche, die bei Kirchenbeschreibungen gelegentlich unter dem Begriff Typ Dangelsdorf zu Vergleichen herangezogen wird.
Die Wüstung beziehungsweise die noch vorhandene Kirchenruine liegt im Naturpark Hoher Fläming rund zwei Kilometer nördlich des später unter gleichem Namen neu gegründeten Dorfes Dangelsdorf, das heute als Ortsteil zur Gemeinde Görzke im Landkreis Potsdam-Mittelmark in Brandenburg gehört. Der dichte Wald der Nonnenheide umgibt die Ruine, in deren Nachbarschaft der Riembach entspringt, der den – nur etwas kürzeren – zweiten Quellarm des Flüsschens Buckau bildet. Die Wüstung liegt auf 108 m über NN.

## Etymologie und Wüstung
Die erste überlieferte Erwähnung fand der Ort 1375 als Dankelstorff im Landbuch Kaiser Karls IV. („Landbuch der Mark Brandenburg“). Reinhard E. Fischer führt den Namen auf einen Mann mit dem deutschen Personennamen Thangker oder ähnlich zurück. Nach der Eintragung im Landbuch gehörten ursprünglich 24 Hufen zum Dorf, davon 2 Schulzenhufen. Da keine Abgaben vermerkt sind, schließen Theo Engeser und Konstanze Stehr in Anlehnung an Ernst Fidicin (1860), dass Dangelsdorf zu dieser Zeit, also 1375, bereits wüst lag. Im Jahr 1465 war der Ort mit Sicherheit verlassen, denn in diesem Jahr überließ der „Eisenzahn“ Markgraf Friedrich von Brandenburg das halbe wüste dorff Dankelstorff in der voytie gortzke dem Bischof von Brandenburg, Dietrich IV.
Bemerkenswert ist, dass Engeser und Stehr die in einschlägigen Publikationen gängigen Beschreibungen als Legende zurückweisen, nach denen entweder der Hussiteneinfall 1429 oder die Raubritter von Quitzow für die Zerstörung des Dorfes verantwortlich waren. Eine wahrscheinlichere Ursache sehen sie in der großen Pest-Pandemie zwischen 1347 und 1353, die als Schwarzer Tod in die Geschichte einging, oder im Magdalenenhochwasser des Jahres 1342, als aus allen deutschen Gebieten Überschwemmungen nie gekannten Ausmaßes gemeldet wurden. Möglicherweise handelte es sich bei dieser Katastrophe um das schlimmste Hochwasser des gesamten 2. Jahrtausends im mitteleuropäischen Binnenland.

## Kirchenruine
Unverändert erhalten blieben vom ehemaligen Dangelsdorf Teile der alten Umfassungsmauer des Friedhofs beziehungsweise Dorfangers, in dessen Mitte die Kirche lag, und die Kirchenruine. Von der Ruine stehen nach einer rund 600-jährigen Verfallszeit noch fast die komplette Westwand, ein Teil der Ostwand und die Umrisse der ehemaligen Seitenmauern. Seit Beginn des 21. Jahrhunderts werden die beiden Wände mit seitlichen Ziegelmauern gestützt. Da viele mittelalterliche Flämingkirchen durch Zerstörungen, Umbauten, Anbauten oder Renovierungen nur mühsam zu datieren sind, gibt die Ruine Anhaltspunkte zu den frühen Kirchenkonstruktionen in der Mark Brandenburg. Die erhaltene schmale, spitzbogige Fensteröffnung der Ostwand bietet sich für Rückschlüsse später veränderter Fenster auf ihre ursprünglichen Formen an. Die gleichfalls erhaltenen Reste von Innen- und Außenputzen liefern Hinweise auf originale Verfugungen und Verputzungen. In der einschlägigen Literatur findet sich daher gelegentlich der vergleichende Kirchenbegriff Typ Dangelsdorf, wie beispielsweise bei der zeitlichen Einordnung der Gömnigker Kirche.
Den Baubeginn datieren Engeser/Stehr auf die erste Hälfte des 14. Jahrhunderts, sodass die Dangelsdorfer, soweit der Ort 1375 bereits tatsächlich wüst lag, nicht lange Nutzen von ihrem Bauwerk hatten. Die Feldsteine sind einfach gespalten. Die Ecksteine weisen noch Rundungen der Findlinge auf, da sie nur zweiseitig bearbeitet sind. Die vermutlich um zwei Meter höhere Westwand trug wahrscheinlich einen Giebelturm. Die Kirchendeckung bestand aus einem Satteldach. Die Reste der Umfassungsmauer deuten auf ein Mittelportal und eine Priesterpforte auf der Nordseite hin, ein Westportal war nicht vorhanden. Insgesamt handelte es sich um einen einfachen Rechteckbau von 17,80 Metern Länge und 7,30 Metern Breite.
Bemerkenswerterweise befindet sich auf dem ehemaligen Friedhofsgelände ein größerer unbearbeiteter Findling, der, aus welchen Gründen auch immer, nicht für den Kirchenbau zerschlagen und verarbeitet wurde.
Ca. 20 km südlich befindet sich in der Wüstung Schleesen im benachbarten Naturpark Fläming/Sachsen-Anhalt nördlich von Stackelitz eine sehr ähnliche, allerdings weniger gut erhaltene Kirchenruine aus der ersten Hälfte des 12. Jahrhunderts. Die Schleesener Kirche ist deutlich kleiner als der Dangelsdorfer Bau und hat auch nicht deren ungewöhnliche, relativ lange und schmale Proportion. In der Schleesener Wüstung blieben zudem der alte Dorfbrunnen und der Dorfteich erhalten.